# Овьедо, Мигель
Мигель Анхель Овье́до (исп. Miguel Ángel Oviedo; 12 октября 1950, Кордова) — аргентинский футболист, полузащитник. Игрок сборной Аргентины с 1975 по 1979 год. Чемпион мира 1978 года.

## Биография
Всю карьеру провёл в Аргентине, лучшие годы провёл в клубе «Тальерес» из родного города Кордова, а также в «Индепендьенте» из Авельянеды.
Начинал карьеру в клубе «Институто», одном из главных соперников «Тальереса». После перехода в «Тальерес» эта команда стала одной из лучших и стабильных в Аргентине, не раз доходившей до полуфиналов национальных чемпионатов. В 1977 году «Тальерес» лишь в серии пенальти уступил чемпионский титул «Индепендьенте». Примечательно, что впоследствии Овьедо завоевал, наконец, титул чемпиона страны, а также победителя Кубка Либертадорес, именно в составе «Красных дьяволов».
С 1987 по 1992 год играл «Депортиво Арменио», проведя за команду 47 матчей и забив 7 голов.
Завершил карьеру в клубе третьего аргентинского дивизиона «Лос-Андесе».

## Достижения
- Чемпион мира 1978
- Чемпион Аргентины: 1983 (Метрополитано)
- Обладатель Кубка Либертадорес: 1984